# الوراسنية (بنقردان)
الوراسنية هي قرية وعمادة تونسية تابعة لمعتمدية بنقردان، تبعد قرابة 5 كلم على وسط مدينة بنقردان وتبلغ مساحتها 137 كلم مربع، بلغ عدد سكانها 8,421 نسمة حسب آخر إحصائيات سنة 2014

### مواضيع ذات علاقة
- معتمدية بنقردان.
- ولاية مدنين.